# Nijkerk (stad)
Nijkerk (uitspraakⓘ) (Nedersaksisch: Niekark) is een stad in de Nederlandse provincie Gelderland en hoofdplaats van de gemeente Nijkerk. De stad had op 1 januari 2023 30.935 inwoners en is centraal gelegen tussen de Veluwe en Eemland.

## Etymologie
Voor de herkomst van de plaatsnaam Nijkerk zijn twee verklaringen.

#### 'Nije kercke'
Sinds mensenheugenis wordt verteld dat de naam komt van 'Nije kercke', wat 'nieuwe kerk' betekent. In de 13e eeuw zou er een kapel of kerk gebouwd zijn, die een dochterkerk was van de parochie in Putten. Ter onderscheiding van de kerk in Putten werd deze kapel of kerk 'Nije kercke' genoemd. Volgens een andere overlevering werd de nieuwe kerk gebouwd na een veenbrand in 1221, waarbij een door Liudger van Utrecht gebouwde kapel verloren was gegaan. Een Nijkerkse pastoor zou een stichtingsakte uit 1222 hebben gezien. Het is te danken aan de Nijkerkse geschiedschrijver G. Beernick dat het jaar 1222 decennialang werd genoemd als bouwjaar van de 'Nije kercke'. Van Lieburg ontkracht dit verhaal door aan te tonen dat alle feiten rondom het jaartal 1222 ontbreken.

#### 'Nie-Ark'
Een theorie van recenter datum is die van Hagoort. Hij schrijft dat de bewoners van de buurtschap Ark (in de huidige polder Arkemheen bij Nijkerk) in de 13e eeuw vanwege overstromingen op hoger gelegen delen gingen wonen. Zij namen de naam van hun vroegere woonplaats mee en voegden er 'Nie' (nieuw) aan toe: 'Nie-Ark'. Dit lijkt al sterk op 'Niekark', de huidige plaatsnaam in het dialect. Later zou de naam verbasterd zijn van 'Nie-Ark' / 'Nie-Erk' tot Nijkerk.

## Geschiedenis

#### Eerste vermeldingen
De plaatsnaam Nijkerk komt voor het eerst voor in een lijst van bezittingen van Herbertus, heer van Putten, uit het jaar 1313. In belastingadministratie uit 1333/1334 wordt gesproken over 'paludis apud Nyenkercke', wat 'moeras bij Nijkerk' betekent. Ook wordt ‘Nykerc’ genoemd in het archief van het Vaticaan in een pausbul uit 1353.

### Stadsrechten
Nijkerk was als grensplaats tussen het Hertogdom Gelre en het Sticht Utrecht regelmatig een strijdtoneel en in 1412 werd het dorp geheel verwoest tijdens de Arkelse Oorlogen. Om herhaling te voorkomen verleende hertog Reinoud IV van Gelre Nijkerk op 27 maart 1413 stadsrechten en vrijstelling van tolgeld. Nijkerk ontbrak het destijds aan financiële middelen om de benodigde vestingwerken gedegen uit te voeren. Van ommuren was geen sprake en er werd gekozen voor aarden wallen en een aantal houten poorten.
Nijkerk heeft in de geschiedenis een aantal keren te kampen gehad met rampen. In 1421 brandde de kerk af (in 1461 herbouwd) en bij de stadsbrand van 1540 werd de stad vrijwel compleet verwoest; ook de kerk werd prooi van de vlammen, hoewel de toren bleef gespaard.

### Nijkerk-Amerika
Kiliaen van Rensselaer, bewindvoerder van de West-Indische Compagnie, benoemde zijn neef Wouter van Twiller uit Nijkerk tot gouverneur van Nieuw-Amsterdam. Arent van Corlaer, een eveneens uit Nijkerk afkomstige vriend van Wouters broer Jan van Twiller, stichtte in 1662 de Hollandse kolonie Schenectady in Nieuw-Nederland, de huidige staat New York in de Verenigde Staten. Nijkerk onderhoudt nog steeds vriendschappelijke betrekkingen met de stad Schenectady. De steden hebben sinds 2013 een stedenband.

### Nijkerkse beroeringen
Van 1749 tot 1759 werd het godsdienstig leven beheerst door de Nijkerkse beroeringen, een voorbeeld van de opwekkingsbeweging in de 18e eeuw. Kerkdiensten werden verstoord door kerkgangers die hun geloofsgenoten opzweepten tot extatische uitingen van inkeer en berouw. Stadhouder Willem IV verbood deze uitingen.

### Gouden 18e eeuw
Nijkerk bloeide in de 18e eeuw, mede dankzij de komst van de Sefardische Joden in 17e eeuw, die in 1630 de tabaksteelt naar de stad en omgeving haalden. De handel groeide en ook dankzij glasblazerijen leidde dat er toe dat Nijkerk in 1795 de grootste stad op de Veluwe was. Dit is goed te zien aan de architectuur: in het centrum werden veel herenhuizen gebouwd . In Gelderland had alleen Arnhem een grotere omvang.
In april 1872 was er een oproer in Nijkerk omdat pastoor H. Terschouw en parochianen van de toenmalige Sint-Catharinakerk de herdenking van de inname van Den Briel in 1572 niet wensten mee te vieren, omdat de katholieken jarenlang onderdrukt werden. Dit zorgde voor een oproer tussen de protestanten en de katholieken.

### Nijkerk aan Zee
Vroeger lag Nijkerk aan de Zuiderzee. De Zuiderzee is sinds de afwerking van de Afsluitdijk verleden tijd en sinds de inpoldering van Zuidelijk Flevoland ligt Nijkerk zelfs niet meer aan het IJsselmeer, maar aan het Nijkerkernauw, een van de randmeren. Er is wel een strand overgebleven: strand Hulckesteijn.

### Wateroverlast begin 20e eeuw
In januari 1916 liepen grote delen van de stad onder vanwege de Stormvloed van 1916; onder andere op 13 en 14 januari.

### Tweede Wereldoorlog
In mei 1940 vielen Duitse troepen Nederland binnen. Om de Duitse opmars te vertragen werd Nijkerk, dat aan een belangrijke route van Duitsland naar West-Nederland ligt, geëvacueerd en vervolgens door het Nederlandse leger beschoten. De evacués werden enkele dagen ondergebracht in Putten en Harderwijk.

### Geschiedenis in namen
Een aantal wijk- en straatnamen verwijzen naar belangrijke personen in de geschiedenis. Voorbeelden hiervan zijn Corlaer, de Van Rensselaerstraat, de Van Twillerstraat en de Slichtenhorsterweg die zijn genoemd naar pioniers die vanuit Nijkerk naar Nieuw-Nederland trokken. Verder de Ds. Kuypersstraat (genoemd naar Gerardus Kuypers (1749-1750), bekend van de Nijkerkse beroeringen) en de Burgemeester Stamstraat, genoemd naar burgemeester Jan Willem Stam, die bekend is van het verzetswerk tijdens de Tweede Wereldoorlog en die ook burgemeester van Dinxperlo geweest is. Ten slotte de Kardinaal Alfrinklaan, vernoemd naar kardinaal Bernardus Alfrink.
Het in 2017 gebouwde zwembad is vernoemd naar wethouder Jaap van der Krol, die onder andere bekend was als vicevoorzitter betrokken van het NOC*NSF.

## Periode na de Tweede Wereldoorlog

### Woning- en wegenbouw
Na de Tweede Wereldoorlog groeide Nijkerk fors. Om Nijkerk te ontlasten van het noord-zuidverkeer werd de Frieswijkstraat aangelegd. Vooral na aanleg van de A28 in 1965 werden stukken land tussen deze rijksweg en de stad benut voor bedrijventerreinen, zoals de Arkervaart en Watergoor, hetgeen veel werkgelegenheid opleverde. Dat leidde tot verdere expansie van de woningbouw. De eerste naoorlogse woonwijken verrezen: Schulpkamp, de Bruins Slotlaan en enige bebouwing rondom het centrum.
Eind jaren vijftig werd begonnen aan de oostzijde van de stad. Uit deze periode, tot circa 1975 stammen de wijken Oranjewijk, Beulekamp, Paasbos en Rensselaer; in de laatste wijk werden voor het eerst flats opgeleverd (van Oldenbarneveltstraat).
Tevens werden in de jaren zeventig rondom verpleeghuis Zilverschoon twee wijken aangelegd, Bruins Slotlaan en Hazeveld. Eind jaren zeventig begon met de wijk Strijland een groot project, aansluitend op de wijken Beulekamp en Paasbos. Hier bouwde men tot ongeveer 1986, daarna ging men aan de westzijde uitbreiden.
Rond 1989 startte de gemeente een omvangrijk project ten westen van de rondweg met de wijk Corlaer. Rond 1997 startte men het tweede gedeelte, Groot Corlaer, met de deelplannen Boerderijakkers (1997-2000), De Bogen (2000-2006) en tot slot het deelplan De Terrassen. Sinds 2007 worden in deze wijk 800 woningen gebouwd. Sinds diezelfde tijd wordt een aantal inbreidingslocaties bebouwd, onder andere aan de Oranjelaan en het Molenplein/van Reenenpark. Aangrenzend aan de wijk Groot Corlaer is in 2017 gestart met de bouw van woningen in de nieuwbouwwijk Doornsteeg. Deze wijk is genoemd naar de locatie, het gehucht Doornsteeg.
Ook de voorzieningen werden flink uitgebreid. Zo zijn diverse sportvoorzieningen aanwezig en sinds enkele jaren bijna alle vormen van voortgezet onderwijs in het Corlaer College.
Op 14 oktober 2012 werd de toren van de Grote Kerk verkozen tot de mooiste toren van Nederland.

## Partnerstad
- Schenectady (Verenigde Staten)

## Onderwijs
In Nijkerk zijn 13 basisscholen. Hiervan hebben elf scholen een protestants-christelijke achtergrond. Eén basisschool kent een rooms-katholieke achtergrond en er is één openbare basisschool.
Nijkerk kent drie middelbare scholen:
- Corlaer College (protestants-christelijk)
- Aeres Nijkerk (agrarisch onderwijs)
- Het Accent (praktijkonderwijs)

## Verkeer en vervoer
Nijkerk is onder meer bereikbaar via Rijksweg A28, Rijksweg A1 en de spoorlijn Amersfoort-Zwolle.

## Religie
In Nijkerk zijn diverse religieuze entiteiten actief. Het grootste deel wordt gevormd door protestantse kerken. Maar ook de Rooms-Katholieke kerk en de Islam zijn vertegenwoordigd.

### Protestantse Kerken

#### Kerken die onderdeel vormen van deProtestantse Kerk in Nederland(PKN)
De meeste van deze kerken werken in Nijkerk nog onder de naam zoals die voor de totstandkoming van de PKN in 2004 bekend was:
- Hervormde Gemeente. Locaties: Holkerstraat 1 (Grote Kerk) en Hoefslag 132 (Opstandingskerk). De Hervormde Gemeente is onderdeel van de Gereformeerde Bond.
- Hervormde Gemeente Vredeskerk. Locatie: Van Reenenpark 23.
- Gereformeerde Kerk, Kruiskerk. Locatie: Venestraat 44.
- Hervormde Gemeente De Fontein, Locatie: Dominee Kuyperstraat 2.

### Overige Protestantse kerken (niet-PKN)
- Christelijke Gereformeerde Kerk De Kandelaar. Locatie: Meinsstraat 4A.
- Nederlandse Gereformeerde Kerken De Levensbron. Locatie: Jan Steenhof 53.
- Gereformeerde Gemeente. Locatie: Bagijnenstraat 3.
- Hersteld Hervormde Gemeente. Locatie: Henri Nouwenstraat 14.
- Evangelische Gemeente De Ark. Locatie: Willem Alexanderplein 14.
- Life Church Nijkerk. Locatie: Watergoorweg 44.
- Mozaiek 033. Locatie: Sporthal Corlaer, Henri Nouwenstraat 4.

### Rooms-Katholiek
- Sint Catharinakerk. Locatie: Holkerstraat 36.

### Islam
- Moskee enNour. Locatie: Tolhuislaan 22.
- Yunus Emre Moskee. Locatie: Jan Steenhof 29.

### Overig
- Jehova's getuigen. Locatie: Havenstraat 11.

## Bezienswaardigheden
Monumenten
- Lijst van rijksmonumenten in Nijkerk (plaats)
- Lijst van gemeentelijke monumenten in Nijkerk (plaats)
- Lijst van oorlogsmonumenten in Nijkerk

Musea
- Museum Nijkerk, cultuurhistorisch museum, Venestraat 16[6]
- 192 Museum, gewijd aan Radio Veronica en Demis Roussos (gesloten augustus 2019)

## Fotogalerij

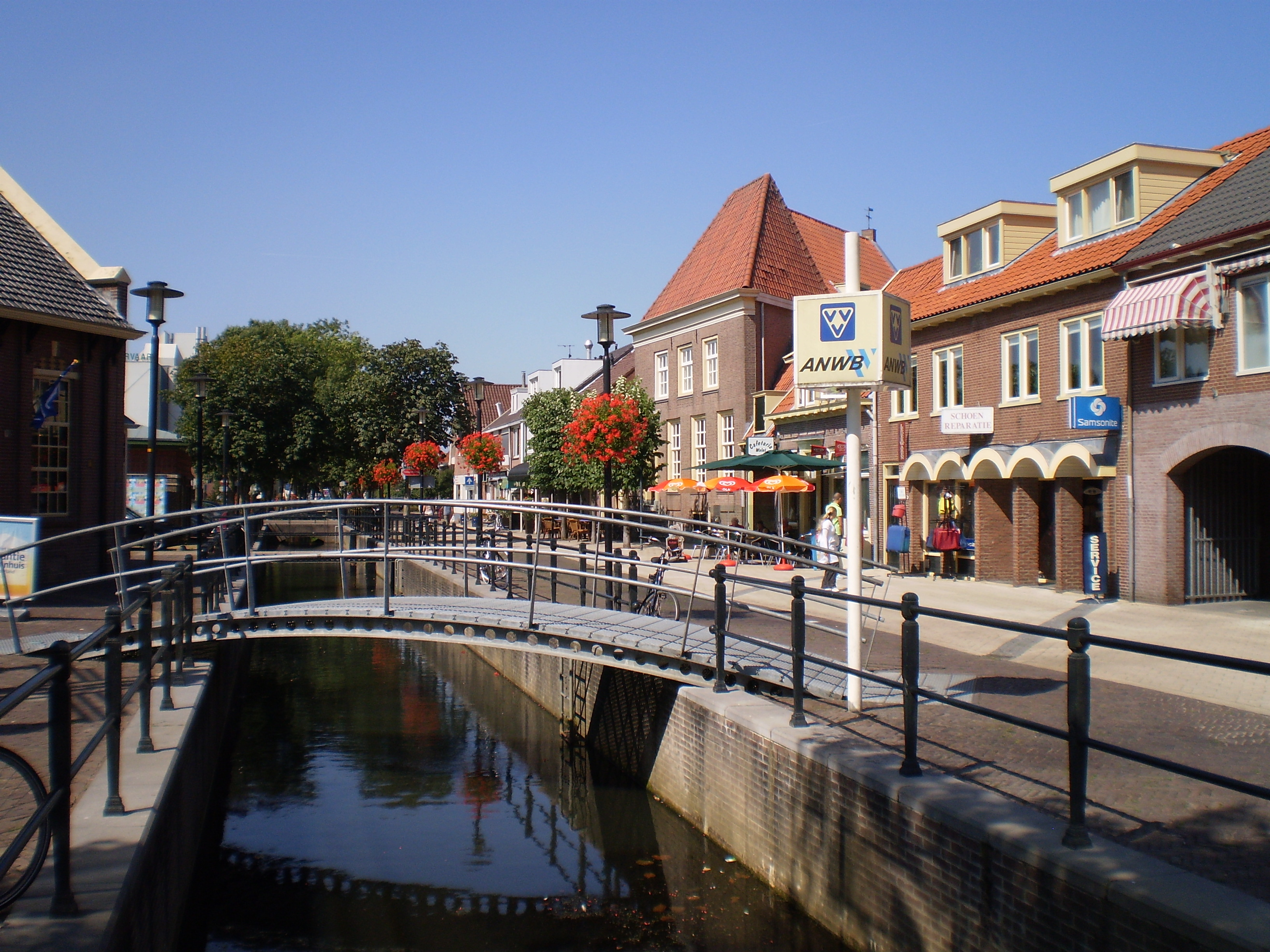
Gracht Nijkerk
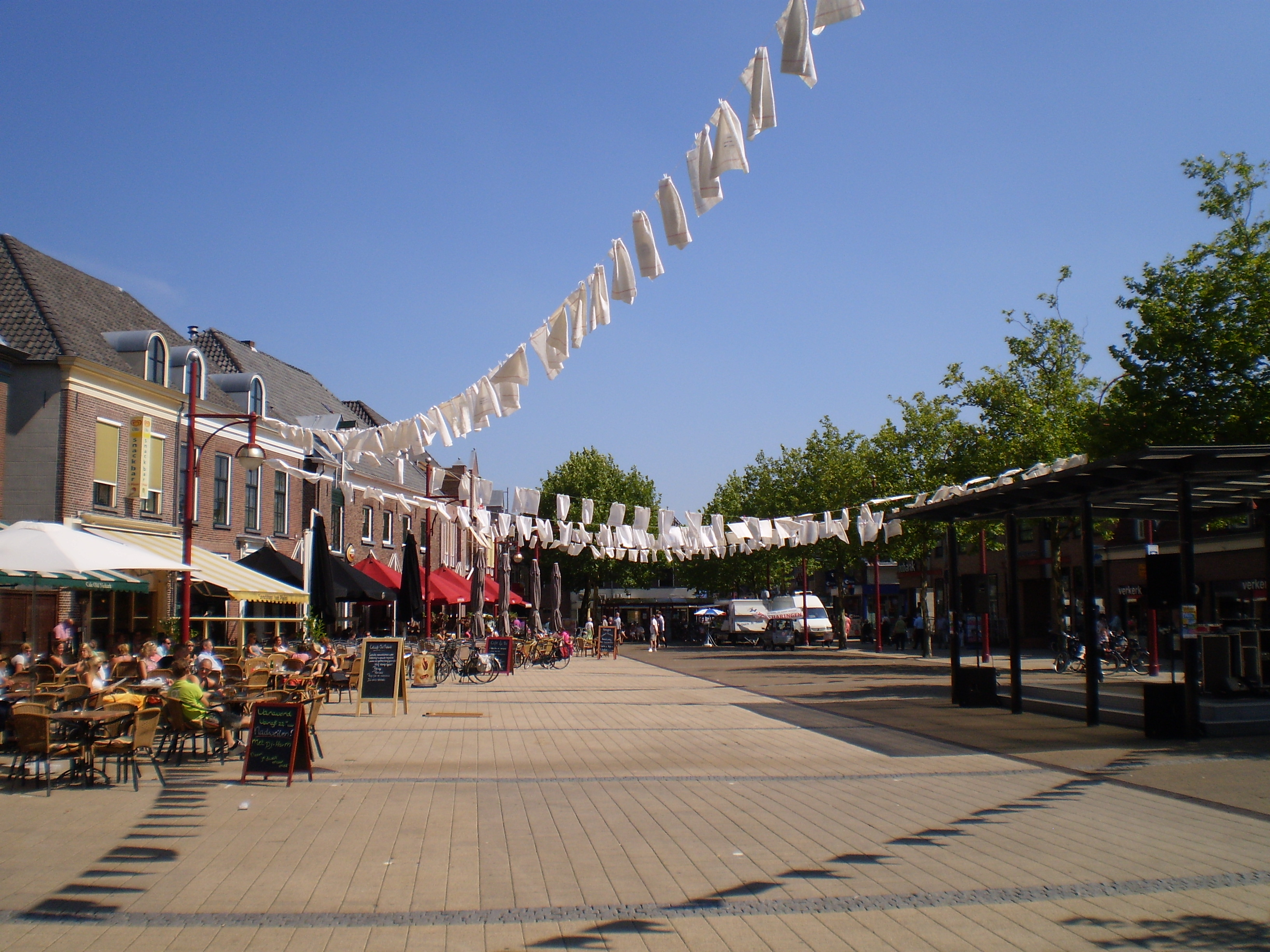
Plein
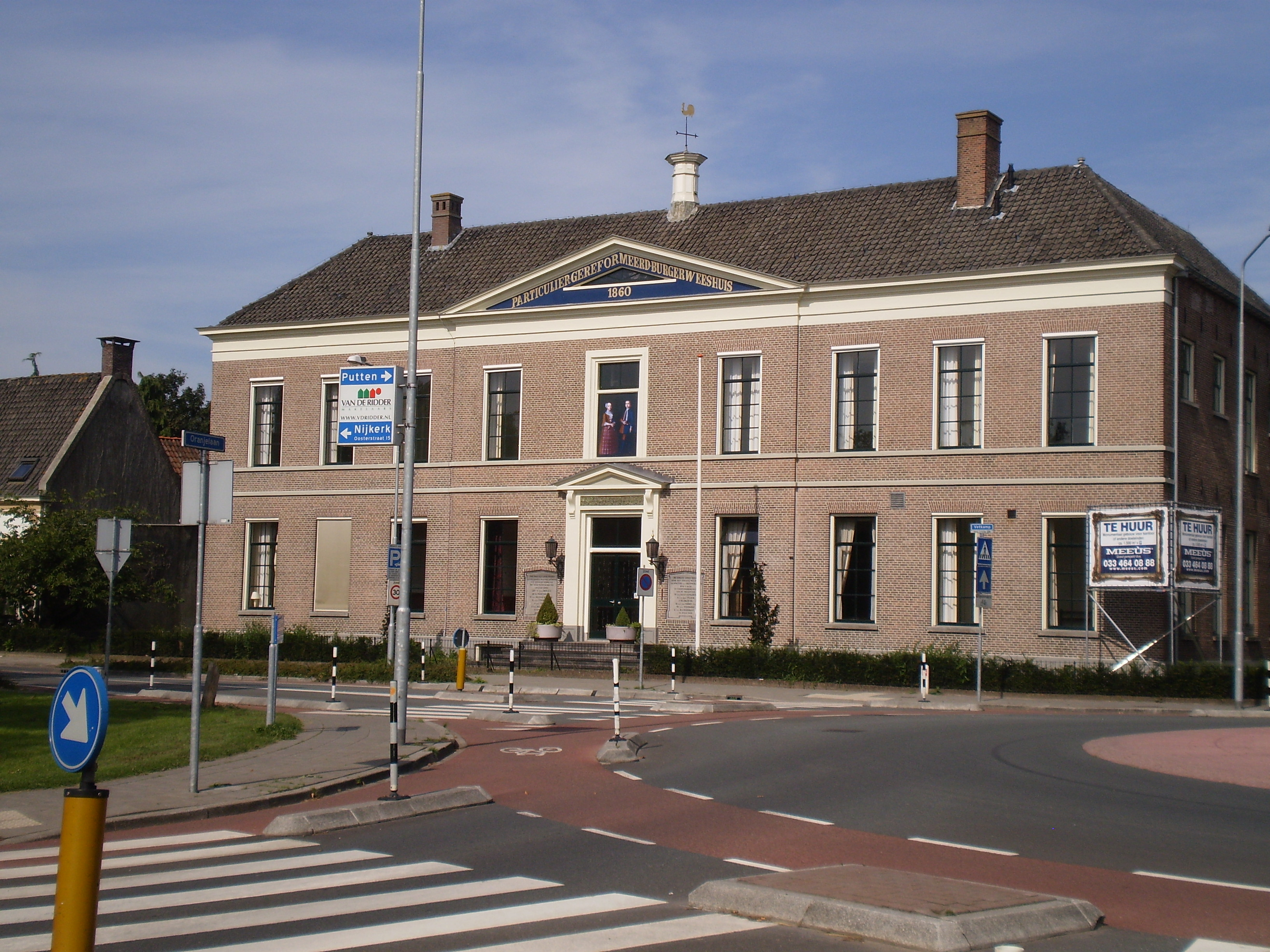
Voormalig Gereformeerd Burgerweeshuis
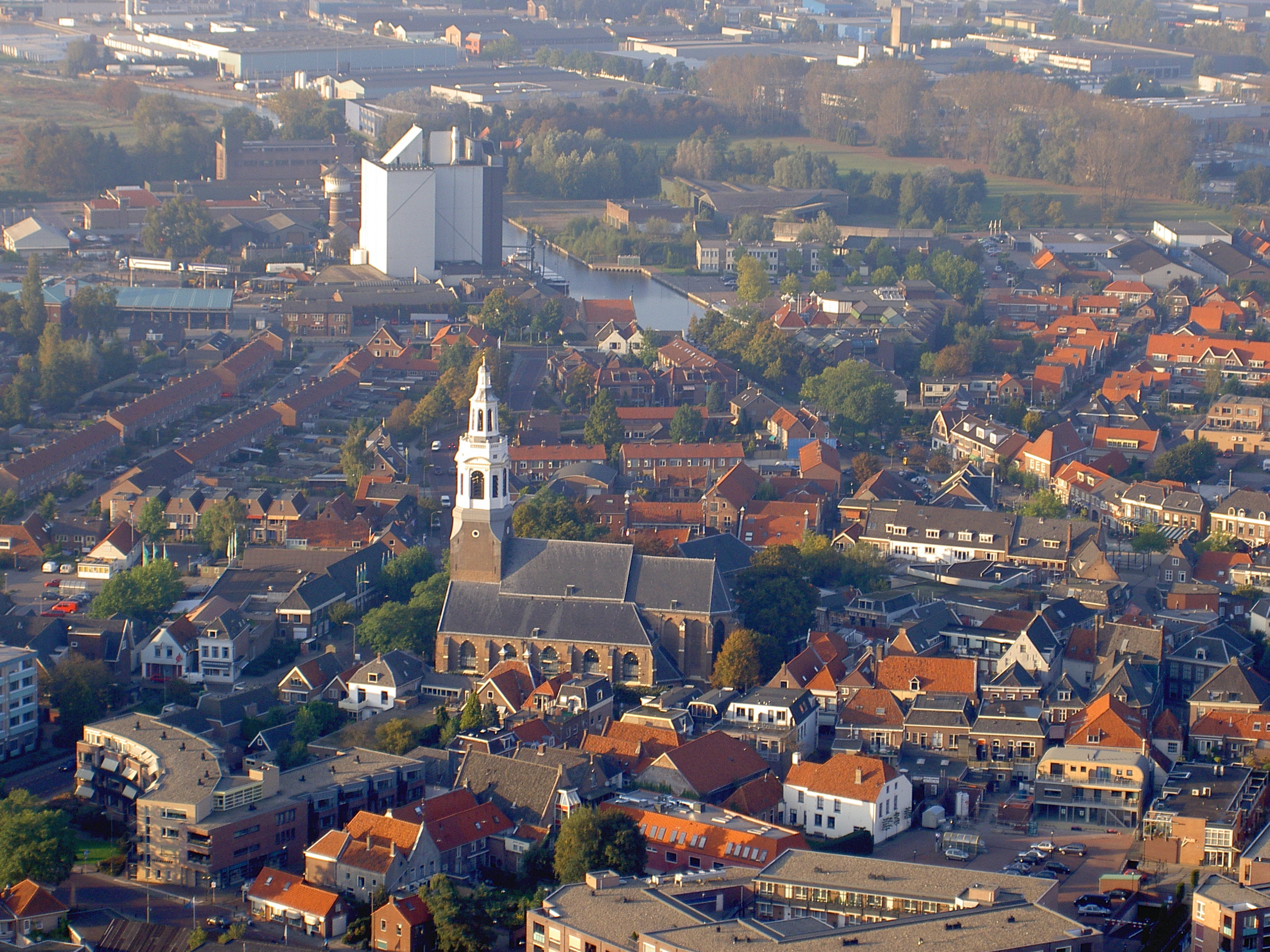
Grote Kerk
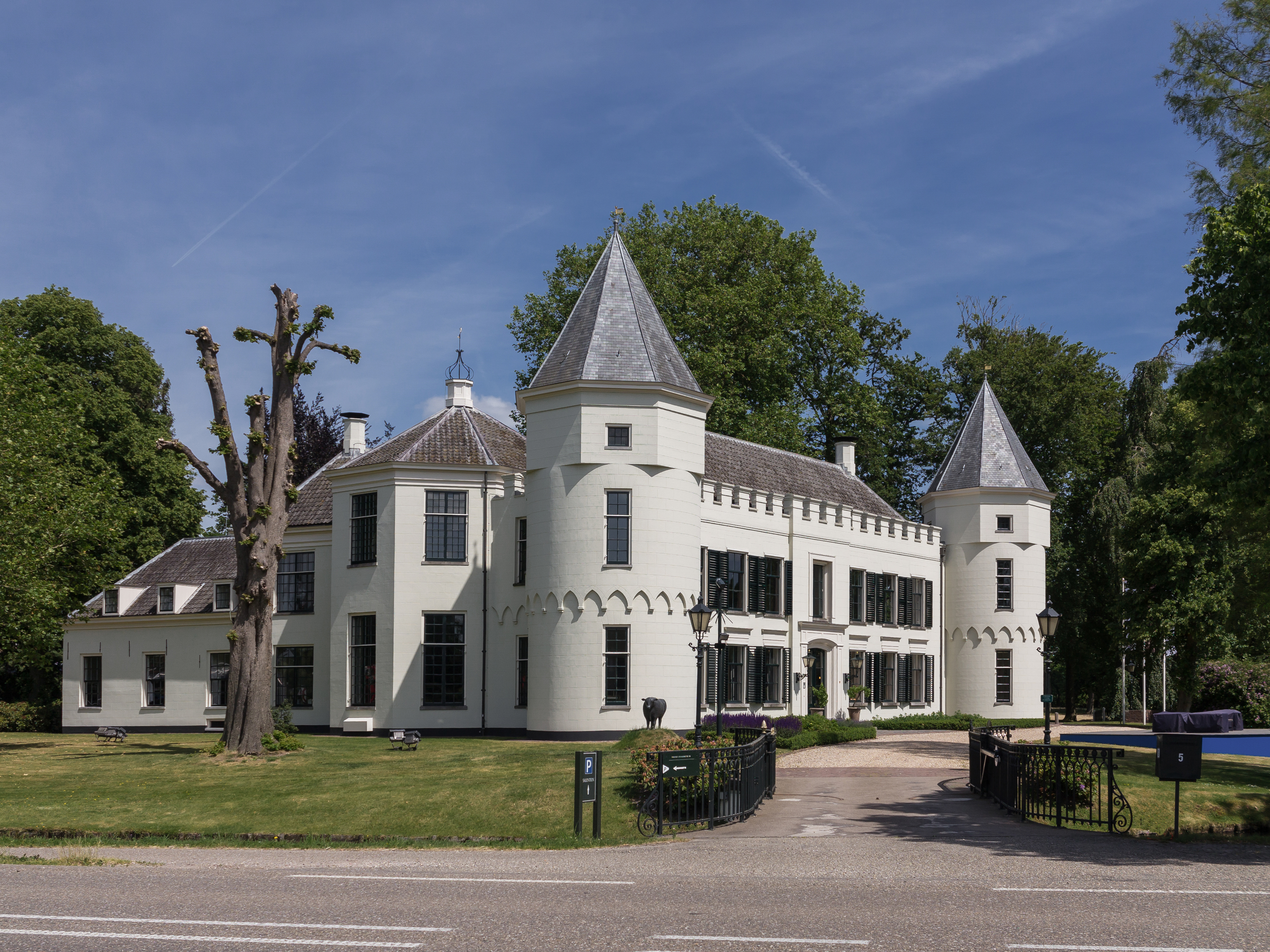
Landgoed de Salentein
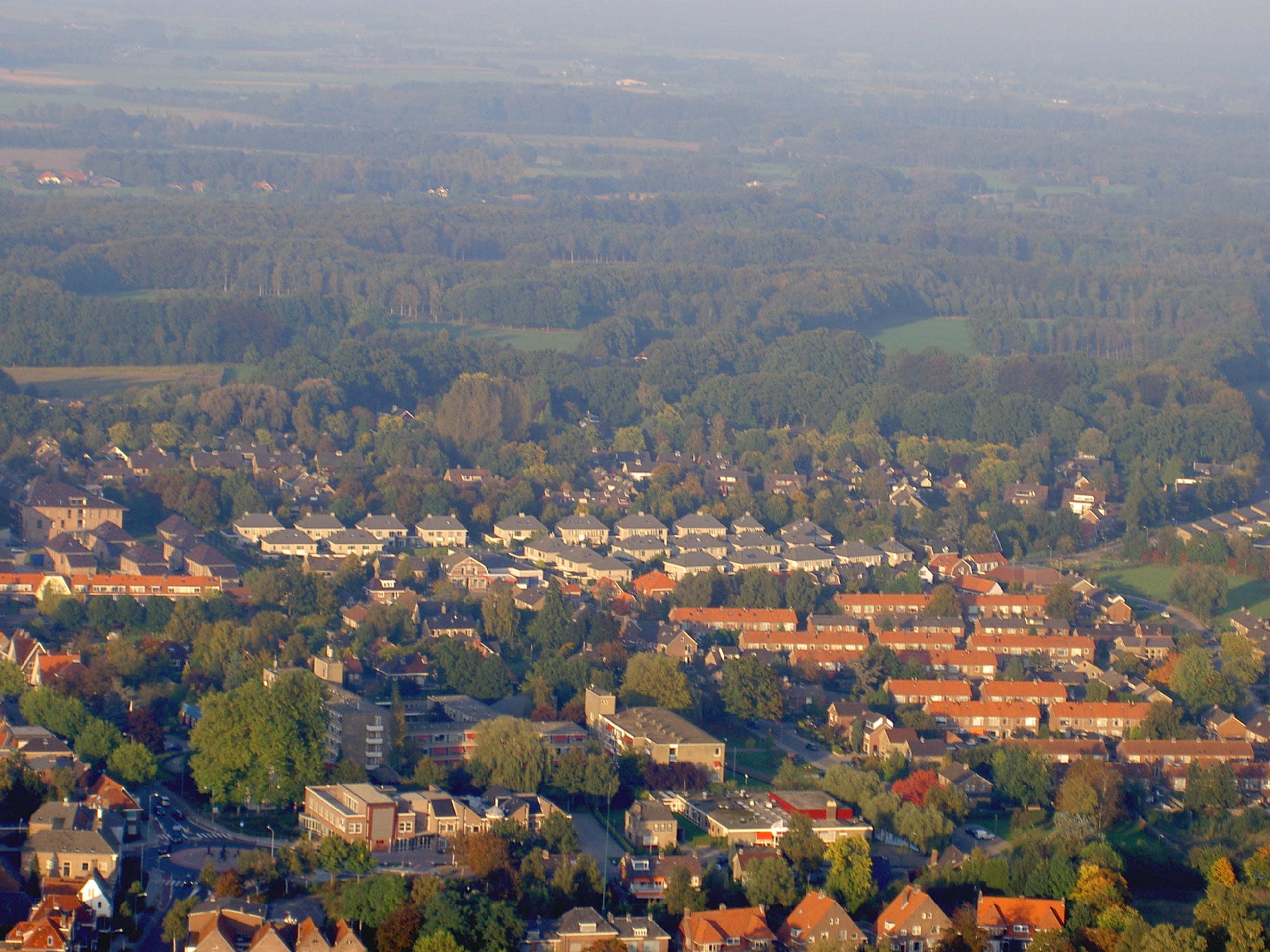
Luchtfoto

Centrum · Schulpkamp · Rensselaer · Paasbos · Strijland · Beulekamp · Luxool · Hazeveld · Bruins Slotlaan · Corlaer · Groot Corlaer (Boerderijakkers · De Kamers) · De Bogen · De Terrassen · Doornsteeg · Het Spaanse Leger

Bedrijventerreinen:
Arkervaart · Watergoor · Spoorkamp · De Flier
Stad: Nijkerk      Dorpen: Hoevelaken · Nijkerkerveen

Buurtschappen: Achterhoek · Appel · Bontepoort (deels) · Doornsteeg · Driedorp · Holk · Holkerveen · Kruishaar · Nekkeveld · Palestina · Prinsenkamp · Slichtenhorst · De Veenhuis · 't Woud · Wullenhoven 

Gelderland: Steden en dorpen in Gelderland      Nederland: Provincies · Gemeenten